# Right Time
Right Time est un album de reggae, le premier et l'un des plus connus des Mighty Diamonds. Enregistré en 1976 chez Channel One, en Jamaïque, il est sorti sur le label Front Line (Virgin). Il a été réédité en CD en 2000.
Il est considéré comme le meilleur opus du groupe et comme l'un des classiques du reggae. Il est également connu sous le titre "I Need a Roof", avec une pochette différente.

## Liste des morceaux
1. Right Time
2. Why Me Black Brother Why
3. Shame And Pride
4. Gnashing Of Teeth
5. Them Never Love Poor Marcus
6. I Need A Roof (riddim : Mean Girl)
7. Go Seek Your Rights
8. Have Mercy (riddim : Baby Why)
9. Natural Natty (riddim : College Rock)
10. Africa

## Musiciens
- Radcliffe "Rad" Bryan – guitare
- Tony Chin – guitare
- Ansel Collins – clavier
- Anthony "Benbow" Creary – batterie
- Sly Dunbar – batterie
- Lloyd "Judge" Ferguson – chant
- Vin Gordon – trombone
- Ossie Hibbert – clavier
- Herman Marquis – saxophone alto
- Tommy McCook – saxophone ténor
- Ranchie – basse
- Robbie Shakespeare – basse
- Donald "Tabby" Shaw – chant
- Fitzroy "Bunny" Simpson – chant
- Sticky – percussions
- Leroy "Horsemouth" Wallace – batterie

## Reprises
- L'album des Revolutionaries Vital Dub/Well Charged (1976) reprend en version dub une bonne partie des chansons de Right Time, avec d'autres rythmiques (riddims) Channel One.
- L'album The Lost Album/Right Times Rockers de U Roy contient quant à lui des versions deejay de la plupart des titres de Right Time, avec également d'autres riddims Channel One.
- Le riddim de Right Time est samplé et sert de base au morceau Mangez-moi ! Mangez-moi ! de Billy Ze Kick et les Gamins en Folie (1994)[2].